# Heksaeder
Et heksaeder (eller hexaeder) er et polyeder med seks sider. Et velkendt hexaeder er terningen.
| Firkantsideflade-heksaeder (kasseformet) 6 sider, 12 kanter, 8 hjørner | Firkantsideflade-heksaeder (kasseformet) 6 sider, 12 kanter, 8 hjørner | Firkantsideflade-heksaeder (kasseformet) 6 sider, 12 kanter, 8 hjørner | Firkantsideflade-heksaeder (kasseformet) 6 sider, 12 kanter, 8 hjørner | Firkantsideflade-heksaeder (kasseformet) 6 sider, 12 kanter, 8 hjørner | Firkantsideflade-heksaeder (kasseformet) 6 sider, 12 kanter, 8 hjørner | Firkantsideflade-heksaeder (kasseformet) 6 sider, 12 kanter, 8 hjørner |
| ---------------------------------------------------------------------- | ---------------------------------------------------------------------- | ---------------------------------------------------------------------- | ---------------------------------------------------------------------- | ---------------------------------------------------------------------- | ---------------------------------------------------------------------- | ---------------------------------------------------------------------- |
|                                                                        |                                                                        |                                                                        |                                                                        |                                                                        |                                                                        |                                                                        |
| Terning (kvadrat)                                                      | Rektangulær kasse (tre par af rektangler)                              | Trigonalt trapezoeder (kongruente romber)                              | Trigonalt trapezoeder (kongruente firkanter)                           | Firsidet keglestub (apeks-afkortet kvadratisk pyramide)                | Parallelepipedum (tre par af parallelogrammer)                         | (tre par af romber)                                                    |
| Oh, [4,3], (*432) orden 48                                             | D2h, [2,2], (*222) orden 8                                             | D3d, [2+,6], (2*3) orden 12                                            | D3, [2,3]+, (223) orden 6                                              | C4v, [4], (*44) orden 8                                                | Ci, [2+,2+], (×) orden 2                                               | Ci, [2+,2+], (×) orden 2                                               |

Andre
| Triangulært bipyramide 36 Sider 9 K, 5 H | Tetragonal antikile. Chiral – findes i "venstre-håndet" og "højre-håndet" spejlede former. 4.4.3.3.3.3 Sider 10 K, 6 H | 4.4.4.4.3.3 Sider 11 K, 7 H | Pentagonal pyramide 5.35 Sider 10 K, 6 H | 5.4.4.3.3.3 Sider 11 K, 7 H | 5.5.4.4.3.3 Sider 12 K, 8 H |

Der er tre yderligere topologisk særskilte hexahedra, der kun kan realiseres som konkaviske figurer:
| Konkav                      | Konkav                      | Konkav                      |
| --------------------------- | --------------------------- | --------------------------- |
| 4.4.3.3.3.3 Sider 10 K, 6 H | 5.5.3.3.3.3 Sider 11 H, 7 K | 6.6.3.3.3.3 Sider 12 K, 8 H |

| Dodekaeder | Spire Denne artikel om geometri er en spire som bør udbygges. Du er velkommen til at hjælpe Wikipedia ved at udvide den. |